# True-Wal
Der True-Wal (Mesoplodon mirus), auch als True-Zweizahnwal bezeichnet, ist eine Walart, die zur Gattung der Zweizahnwale (Mesoplodon) innerhalb der Familie der Schnabelwale (Ziphiidae) gehört. Seinen Namen hat er von seinem Erstbeschreiber, dem amerikanischen Zoologen Frederick William True.
Der Artzusatz im wissenschaftlichen Namen ist das lateinische Wort mirus (wunderbar).

## Verbreitungsgebiet
True-Wale kommen im nördlichen Atlantik zwischen den Halbinseln Labrador und Florida im Westen und den Britischen und den Kanarischen Inseln im Osten vor. Eine ursprünglich der Art zugerechnete Zweizahnwalpopulation in den kalten gemäßigten Breiten der südlichen Meere wurde 2021 als eigenständige Art beschrieben (Ramari-Zweizahnwal; Mesoplodon eueu).

## Beschreibung

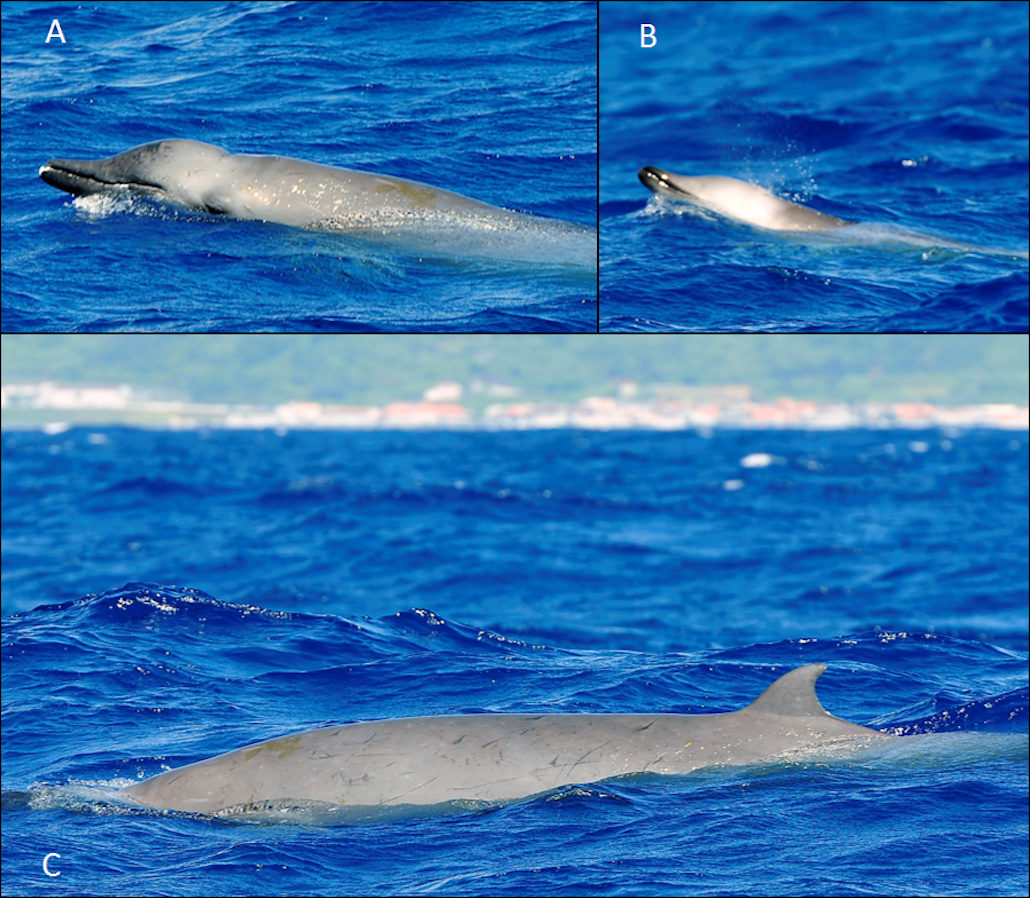
True-Wal

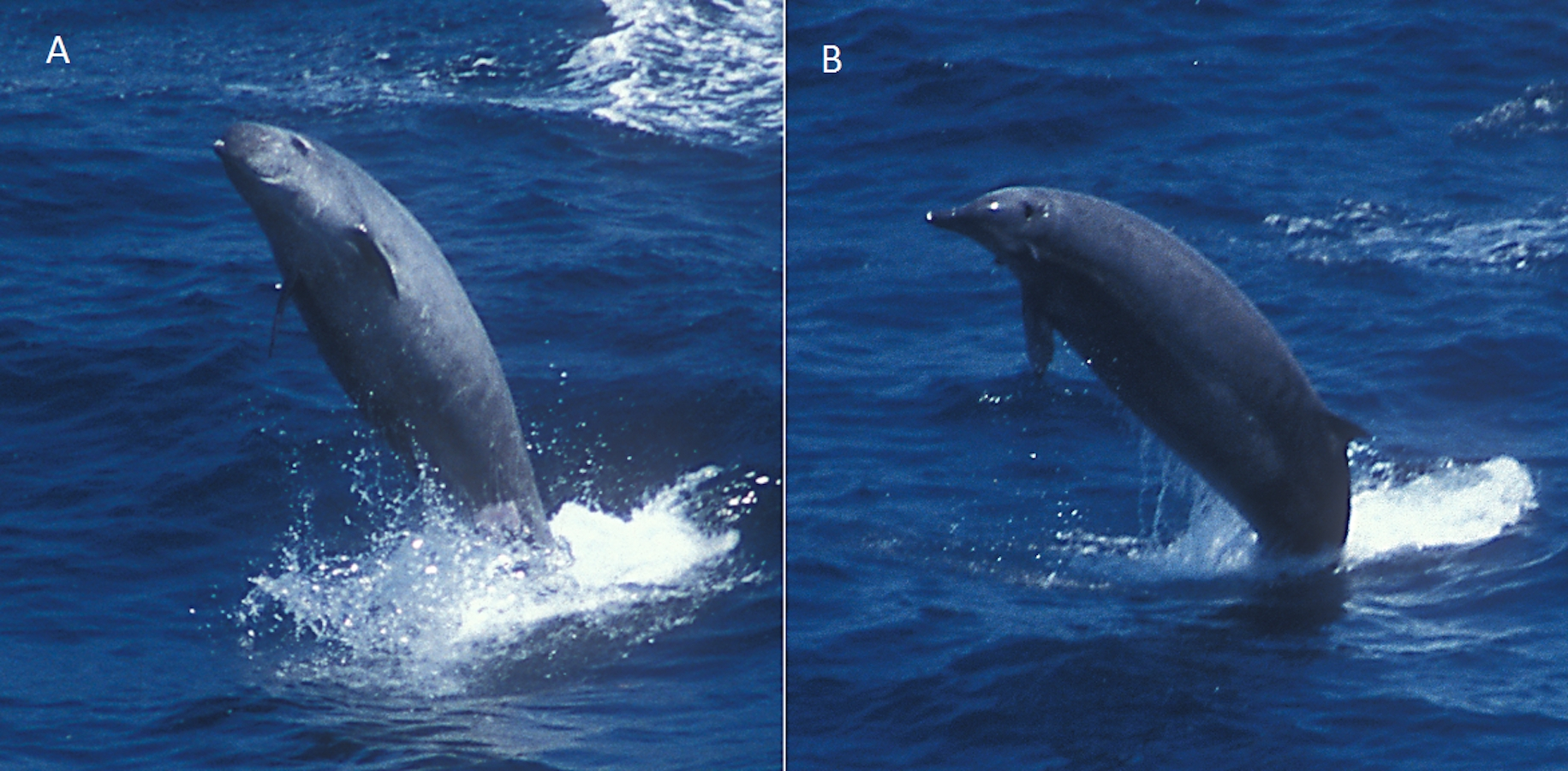

Mit einer Höchstlänge von 5,3 Metern und einem Gewicht von bis zu 1,5 Tonnen zählt der True-Wal zu den größeren Vertretern der Zweizahnwale. Männchen werden etwas größer als die Weibchen. Der True-Wal ist schlank und gräulich gefärbt, die Unterseite ist heller, Exemplare des Indischen Ozeans sind durch eine marmorierte Unterseite gekennzeichnet. Auffallend bei allen Tieren ist ein dunkler Ring um die Augen. Sie haben eine lange Schnauze, aus der bei männlichen Tieren die zwei Zähne des Unterkiefers hervorragen, und eine leicht gewölbte Stirn mit einer flachen Melone. Die Flipper sind klein, rundlich und sitzen weit unten am Körper, die Fluke ist breit und in der Mitte nicht eingekerbt. Narben am Rücken und auf den Flanken deuten auf Rivalenkämpfe zwischen den Männchen hin.

## Lebensweise
True-Wale bewohnen vorwiegend das offene Meer und kommen nur selten in den Bereich der Küsten. Erst 1993 wurden erstmals eindeutig identifizierte Exemplare auf offener See, östlich von North Carolina, beobachtet. Diese Schule bestand aus drei Tieren und hielt sich in einer rund 1000 Meter tiefen Meeresregion auf. Wie alle Schnabelwale dürften True-Wale lange und tiefe Tauchgänge unternehmen, und dabei Tintenfische, ihre bevorzugte Nahrung, aufnehmen. Über Sozialverhalten und Fortpflanzung ist nichts bekannt. 2018 konnte eine Gruppe von jungen Forschern einen True-Wal gemeinsam mit anderen Schnabelwalen, dem Sowerby, erkennen.

## Beobachtung
2013 wurden vor der Azoren-Insel Pico von einem internationalen Jugendforschungsteam erstmals True-Wale unter Wasser gefilmt, die Foto- und Film-Unterwasseraufnahmen wurden Anfang 2017 präsentiert, darunter auch die Aufnahme eines Jungtiers. 2018 wurde der True-Wal erstmals beim Spyhopping beobachtet und gefilmt.

## Bedrohung
True-Wale wurden nie kommerziell gejagt, allerdings verfangen sie sich immer wieder in Fischernetzen (auch „Geisternetzen“) und ertrinken. Aufgrund der seltenen Sichtungen und Strandungen nimmt man an, dass sie nicht besonders häufig sind, genaue Daten sind jedoch nicht verfügbar.